# 安杰伊·皮翁特科夫斯基
安杰伊·皮翁特科夫斯基（波蘭語：Andrzej Piątkowski，1934年10月22日—2010年6月11日），波兰男子击剑运动员。他曾代表波兰参加1956年、1960年和1964年夏季奥林匹克运动会击剑比赛，获得二枚银牌和一枚铜牌。